# Kościół husycki w Ostrawie-Svinovie
Kościół husycki w Ostrawie-Svinovie – husycka świątynia Czechosłowackiego Kościoła Husyckiego zlokalizowana w Svinovie (obwodzie miejskim Ostrawy) w Czechach. 

## Historia
Czechosłowacki Kościół Husycki, po prawnym uznaniu w Czechosłowacji w 1920, zyskał na terenie Svinova wielu wyznawców. Samodzielna gmina powstała tu w 1924 i skupiała wiernych z kilku okolicznych wsi. Obecny kościół wzniesiono w latach 1933-1934. Reprezentuje on styl funkcjonalistyczny. Jego projektantem był Valentin Stojeba.  
Podczas walk w 1945 obiekt został częściowo uszkodzony. Odbudowano go ze składek wiernych i otwarto ponownie 28 października 1950. W latach 2004-2019 przeprowadzono rekonstrukcję świątyni, któremu przywrócono pierwotną formę. 

## Architektura
Kościół dostępny jest za pomocą szerokich schodów wiodących ku stanowiącej jego dominantę architektoniczną wieży, która w swej głównej elewacji podzielona jest wertykalnym otworem okiennym w kształcie dwoistego krzyża, charakterystycznego dla symboliki husyckiej. Na wieży umieszczony jest kielich ze słońcem, także symbol ruchu husyckiego.  
Nawę kościoła rytmizują pilastry oraz okna z betonowo-szklanym wypełnieniem. Kryje ją strop ze świetlikiem w kształcie dwoistego krzyża. Nad głównym wejściem zlokalizowana jest kruchta z organami. Prezbiterium jest płytkie i prostokątne. Po prawej stronie schodów wmurowano kamień z husyckiej twierdzy Kozí hrádek koło Sezimova Ústí. 
Podobny w formie kościół husycki wzniesiono w zbliżonych latach w Zábřehu. 